# علوم اعصاب فرهنگی
علوم اعصاب فرهنگی (انگلیسی: Cultural neuroscience) یک رشته پژوهشی است که تمرکز آن بر ارتباط میان محیط فرهنگی و دستگاه‌های عصبی انسان است. این رشته به‌طور خاصی ایده‌ها و نگرش‌های مشترکی میان انسان‌شناسی، روان‌شناسی و علوم اعصاب شناختی را برای بررسی تأثیر فرهنگی اجتماعی بر روی رفتار انسان، مطالعه و تلفیق می‌کند. این تأثیر بر رفتار انسان با روش‌های مختلف عکس‌برداری عصبی ارزیابی می‌شود که از طریق آن می‌توان تغییرهای فرهنگی در فعالیت‌های عصبی را مورد بررسی قرار داد.
دانشمندان این رشته اختلاف فرهنگی در فرایندهای ذهنی، عصبی و ژنگانی را با بیان دوسویه روابط این فرایندها و نمود ظاهری آن‌ها با استفاده از روش‌های مختلف مطالعه می‌کنند.